# Voál
Voál (z franc.: závoj) je lehká mřížovitá tkanina v plátnové vazbě z hladké, ostře kroucené příze.

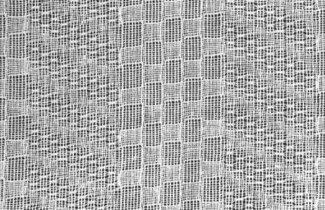
Voál v perlinkové vazbě, bílý s modrými proužky, 61 g/m²

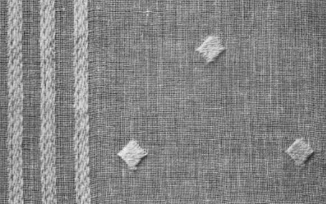
Voál brodé: tkané pruhy a výšivka na modrobílém podkladě, 59 g/m²

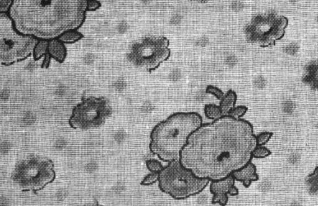
Hustý voál ze skané příze, bělený a potištěný, 75 g/m²

Příze jsou z bavlny, vlny, přírodního hedvábí nebo syntetických vláken, často ožehované, bez odstávajících vláken.

## Druhy voálu
Pravý voál je tkaný ze skané příze v osnově i v útku, polovoál má jen v osnově skanou a v útku jednoduchou přízi.
V závislosti na použitém materiálu nebo technologii tkaní se rozlišuje například:
- Barré – voál vzorovaný saténovými proužky nebo čtverci
- Brožovaný voál - vlněný nebo polovlněný
- Brodé – voál zdobený výšivkami
- Ecossais – pravý voál nebo polovoál vzorovaný barevnými přízemi
- Etamín – voál v perlinkové vazbě
- Linon – nejjemnější voál
- Ombré – stínový voál
- Quadrille – se čtvercovým vzorováním z barevných přízí
- Markquisette – jednobarevný hedvábný voál v jednoduché perlinkové vazbě
- Ondulé – voál s vlnovitě posunutým osnovními nitěmi (tkaný se speciálně upraveným paprskem)

## Použití
Bavlněné a syntetické voály – nejčastěji na záclonovinu, dekorace a šatovky
Vlněné a hedvábné voály – na šaty a lehké obleky